# Selaya
Selaya település Spanyolországban, Kantábria autonóm közösségben. Selaya Villacarriedo, San Roque de Riomiera és Vega de Pas községekkel határos. Lakosainak száma 1846 fő (2024).

## Népesség
A település népessége az elmúlt években az alábbi módon változott:
| Lakosok száma | 1995 | 1983 | 1985 | 2044 | 2009 | 1990 | 1915 | 1891 | 1849 | 1846 |
|               | 2001 | 2004 | 2007 | 2009 | 2012 | 2014 | 2017 | 2019 | 2022 | 2024 |